# Тихий дом
«Тихий дом» — авторская телепрограмма Сергея Шолохова о кинематографе, выходившая на нескольких российских телеканалах с 1991 по 2017 год. До 2002 года её вещание осуществлялось на регулярной основе, затем — от случая к случаю, будучи приуроченной к тем или иным крупным кинофестивалям мира.

## История
Первая программа «Тихий дом» вышла 17 мая 1991 года на ЛГТРК «Петербург» в рамках программы «Пятое колесо». С 29 июня 1992 по 23 ноября 1997 года передача выходила на РТР поздно вечером или ночью. В первоначальном формате автор соединял кинокритику с элементами публицистической журналистики. Героями программы и интервью ведущего нередко становились первые лица из различных сфер актуальной российской культурной, экономической, социальной и политической жизни. Название программы обыгрывает название романа «Тихий Дон» Михаила Шолохова.
С 4 июня 1998 года «Тихий дом» выходил на ОРТ (позже — на «Первом канале») в 23:55; тема первого выпуска на данном телеканале называлась «Русские в Каннах». Для этого телеканала Сергей Шолохов работал над передачей как сторонний производитель: изначально входя в штат ТРК «Петербург», а впоследствии в качестве индивидуального предпринимателя. О переходе на ОРТ Шолохов впоследствии рассказывал следующим образом:

Когда я перевёлся с РТР, где я работал комментатором, на должность заместителя председателя государственной телерадиокомпании «Петербург», то я, естественно, должен был вступить в новые отношения с ВГТРК. Условия договора с РТР в качестве независимого продюсера, а не штатного сотрудника мне показались менее интересными, чем то, что получилось с ОРТ. И я выбрал ОРТ, тем более что всегда считал для себя престижнее быть лицом «Первого канала».

С 24 февраля 2005 года формат передачи стал более утончённым. В ней стали освещаться исключительно кинофестивали класса «люкс»: в Берлине (февраль), в Каннах (май) и в Венеции (август). Передача выходила в эфир сразу после окончания церемонии закрытия данных фестивалей и первой показывала своим зрителям победителей основного конкурса. В «Дневнике фестиваля» автор рассказывал о наиболее интересных премьерах, представлял эксклюзивные интервью с режиссёрами и кинозвёздами. Также существовали специальные выпуски программы, приуроченные к отдельным событиям в мире кино, как, например, фестиваль «Кинотавр».
Элементом заставки передачи является изображение черепахи. Виртуальных черепах Шолохов ежегодно раздавал в программе за наиболее значимые, с его точки зрения, достижения в кинематографе.
Каждый выпуск передачи начинался и заканчивался авторскими фразами ведущего. Например, Шолохов утверждает, что фраза «Пока-пока!» вошла в обиход после того, как он таким образом стал прощаться со зрителями в финале программы.
С 2018 года сотрудничество Сергея Шолохова с «Первым каналом» было прекращено по финансовым причинам, о чём сам автор передачи рассказал на своей страничке в Facebook.

## Награды
- В 1996 году Сергей Шолохов за выпуски программы «Тихий дом» получает гран-при конкурса прессы «Золотое перо — 96»[28].
- В 1997 году Сергей Шолохов получил премию Гильдии киноведов и кинокритиков России «Золотой Овен» в номинации «За лучшую телепрограмму о кино»[29].

## Связанные проекты
У программы существовало несколько приложений, выросших впоследствии в самостоятельные проекты для «Пятого канала» и телеканала СТО: «Тихий вечер» и «Тихая дама». Программа «Тихий вечер» транслировалась в течение 3 лет на канале «100ТВ».
27 мая 2018 года в эфир петербургского телеканала «78» вышел только один выпуск программы «Ленинградские вечера Сергея Шолохова», по формату частично схожей с «Тихим домом».